# 1-Dezoksipentalenska kiselina 11beta-hidroksilaza
1-dezoksipentalenska kiselina 11beta-hidroksilaza (EC 1.14.11.35, PTLH (gen), SAV2991 (gen), PNTH (gen)) je enzim sa sistematskim imenom 1-dezoksipentalenic kiselina,2-oksoglutarat:kiseonik oksidoreduktaza. Ovaj enzim katalizuje sledeću hemijsku reakciju
1-dezoksipentalenat + 2-oksoglutarat + O2 {\displaystyle \rightleftharpoons } 1-dezoksi-11beta-hidroksipentalenat + sukcinat + CO2
Za dejstvo ovog enzima su neophodni Fe(II) i askorbat. On je izolovan iz bakterija Streptomyces avermitilis. Ovaj enzim učestvuje u biosintezi pentalenolaktona.

## Literatura
- Nicholas C. Price; Lewis Stevens (1999). Fundamentals of Enzymology: The Cell and Molecular Biology of Catalytic Proteins (Third изд.). USA: Oxford University Press. ISBN 019850229X.
- Eric J. Toone (2006). Advances in Enzymology and Related Areas of Molecular Biology, Protein Evolution (Volume 75 изд.). Wiley-Interscience. ISBN 0471205036.
- Branden C; Tooze J. Introduction to Protein Structure. New York, NY: Garland Publishing. ISBN 0-8153-2305-0.
- Irwin H. Segel. Enzyme Kinetics: Behavior and Analysis of Rapid Equilibrium and Steady-State Enzyme Systems (Book 44 изд.). Wiley Classics Library. ISBN 0471303097.

## Spoljašnje veze
- 1-deoxypentalenic+acid+11beta-hydroxylase на 